# Iván Novopokrovski
Iván Vasílievich Novopokrovski (en ruso: Иван Васильевич Новопокровский; 1880 - 1951) fue un botánico ruso, experto en el campo de la taxonomía botánica y fitogeografía.
En 1904, se graduó en el Departamento de Ciencias Exactas, Naturales, y de Física y Matemática de la Facultad de la Universidad de Moscú. De 1920 a 1931 fue profesor del Novocherkassk Instituto de Agricultura y Recuperación de Tierras.
De 1934 a 1944 trabajó en la Universidad de Rostov, Jefe del Departamento de Botánica, y Decano de la Facultad de Biología.
Desde 1945 trabajó en el Instituto de Botánica de la Academia de Ciencias de la URSS, donde dirigió el herbario de Asia Central. También trabajó en el Instituto Politécnico Don y el Instituto para el Estudio de las zonas áridas.
Entre los años de 1935 a 1942, fue objeto de represalias.

## Actividad científica
Estudió flora y vegetación del sudeste de la parte europea de la URSS. Conocido por sus trabajos sobre taxonomía de algunos géneros de plantas de las familias Asteraceae y Scrophulariaceae, describiendo 120 nuevas especies. Autor de más de 120 trabajos científicos, entre ellos «Зональные типы степей Европейской части СССР» ("Los tipos de zona de las estepas de la parte europea de la URSS"), «Растительность Ростовской области» ("Vegetación de la Región de Rostov", «Карантинные сорняки Ростовской области» ("Malezas cuarentenarias de la región de Rostov").
Académico de Ciencias Biológicas, se reunió con el escritor Maxim Gorky , que entonces todavía recibió la filología académica.
Más tarde Iván, fue acusado, como espía de E. UU. De acuerdo con datos preliminares, los estadounidense le ofrecieron un trabajo lucrativo en el laboratorio. A pesar de que se negó, fue reconocido como enemigo del pueblo, y encarcelado. Después de su liberación, vivió con problemas de salud, y a sólo seis meses de libertad, murió en 1951.
Realizó la identificación y clasificación de nuevas especies en las familias Asteraceae y Scrophulariaceae; publicándolas en Bot. Mater. Gerb. Bot. Inst. Komarova Akad. Nauk S.S.S.R.; Čas. Nár. Mus., Odd. Přír.; Fl. Reipubl. Popularis Sin.; Fl. Sibiri; Fl. Evropeiskoi Chasti SSSR.
- La abreviatura «Novopokr.» se emplea para indicar a Iván Novopokrovski como autoridad en la descripción y clasificación científica de los vegetales.[2]